# Vladimir Quesada
Vladimir Antonio de la Trinidad Quesada Araya (San José, Costa Rica, 12 de mayo de 1966), conocido deportivamente como Vladimir Quesada, es un exfutbolista y entrenador costarricense. Actualmente es el director de las ligas menores en el Deportivo Saprissa. 
Se desempeñó como lateral derecho en su etapa como futbolista, durante quince temporadas desde 1985 hasta 2000. Ganó con el Deportivo Saprissa seis títulos nacionales, dos Copas de Campeones de la Concacaf y un Torneo Grandes de Centroamérica. Con su selección fue parte de 34 apariciones y fue convocado para las competencias oficiales del Campeonato Concacaf de 1989, el Mundial de Italia 1990, y en 1991 de la Copa de Naciones de la UNCAF
así como de la Copa de Oro de la Concacaf.
Después de su retiro, fue secretario deportivo del Saprissa para posteriormente ser nombrado como el entrenador interino. Dirigió a Fusión Tibás de la segunda categoría y recaló en el Santos de Guápiles de la máxima división. En diciembre de 2017 asumiría el cargo de técnico de los morados de forma temporal y conquistó el título del Clausura 2018, para poco después ratificarse en la posición de permanente al frente del equipo.

## Trayectoria

### Como jugador
Posicionado como lateral derecho en su carrera —desde los doce años—, Vladimir debutó con el Deportivo Saprissa el 3 de noviembre de 1985, completando la totalidad de los minutos en un partido contra Curridabat (victoria por 4-2). Su primer gol se dio el 18 de septiembre de 1986 sobre Alajuelense para el empate 2-2. Después del retiro de Evaristo Coronado en agosto de 1995, Quesada fue asignado como el capitán. Su última anotación se produjo el 1 de mayo de 1996, el conclusivo del triunfo 4-1 contra Carmelita. Alcanzó un total de 400 participaciones en la liga nacional y consiguió doce tantos. Ganó seis títulos de Primera División, correspondientes a las temporadas de 1988, 1989, 1993-94 (45 partidos jugados), 1994-95 (50 presencias), 1997-98 (8 cotejos disputados) y 1998-99 (7 juegos).
En el ámbito internacional, disputó 101 compromisos tanto en certámenes de la confederación en general, como en competencias regionales. Con su club se proclamó campeón en dos ocasiones de la Copa de Campeones de la Concacaf —en sus ediciones de 1993 y 1995—, además conquistó el cetro del Torneo Grandes de Centroamérica en 1998. Fue subcampeón de la Copa Interamericana 1994 y 1997, tras perder las finales ante Universidad Católica de Chile y Atlético Nacional de Colombia, respectivamente. El 1 de julio de 2000 se confirmó su retiro definitivo luego de quince temporadas ininterrumpidas con el equipo.

### Como entrenador
Quesada llevó cursos para licenciatura de Educación Física y Administración Deportiva en la Universidad Nacional (UNA). A partir del 3 de julio de 2000, asumió el cargo de secretario deportivo del conjunto saprissista. Dirigió un partido el 15 de octubre de 2000 frente al Cartaginés (triunfo 3-0), compartiendo el puesto de primer entrenador con Evaristo Coronado y Jorge Flores —este último inscrito en la lista como el estratega principal—. Posteriormente fue el asistente técnico del argentino Patricio Hernández.
Debido a la salida de Hernández por malos resultados el 16 de abril de 2002, la dirigencia nombró a Vladimir como el estratega para concluir la temporada de Primera División. Debutó en el banquillo de forma individual el 21 de abril en el juego contra Cartaginés en el Estadio Ricardo Saprissa. A pesar de la derrota por 0-1, su estrategia y mejoría en sus futbolistas se reflejó en la cancha. Dirigió dos partidos más para finalizar el torneo, ante Herediano (victoria 0-1) y Pérez Zeledón (pérdida 2-3). El 9 de mayo fue relevado de su posición por el uruguayo Manuel Keosseian. Entrenó a la categoría del alto rendimiento saprissista hasta ganar el torneo en 2003.
Con la nueva franquicia de Fusión Tibás en la Segunda División a mediados de 2004, Quesada fue elegido para desarrollar este proyecto con una combinación de jugadores jóvenes y experimentados. Dirigió el Torneo de Apertura y el 29 de diciembre ganó el título ante San Carlos en tiempos suplementarios —la ida había terminado 1-1 en el Estadio Carlos Ugalde, mientras que la vuelta en el Estadio Ricardo Saprissa acabó con el mismo resultado. Su dirigido Armando Alonso marcó el gol de la victoria 2-1 al minuto 111'—. Para el Torneo de Clausura 2005, su equipo quedaría eliminado en semifinales por los sancarleños a través de la definición en penales (resultado de 4-5). Habiendo ganado el certamen anterior, disputó la final nacional por el ascenso contra Santacruceña. La final de ida se dio el 22 de mayo en el Estadio Cacique Diriá, donde se dio la derrota por 3-0. En la vuelta del 28 de mayo en condición de local, su conjunto ganaría el cotejo 2-1, pero insuficiente en el global que favoreció a los rivales. De esta manera, Vladimir obtuvo el subcampeonato de liga. El 16 de junio de 2005 se disolvió el club debido a la adquisición por parte del Deportivo Saprissa. No obstante, el estratega conservó su cargo y dirigió a Saprissa de Corazón para la temporada 2005-06. El 27 de marzo de 2006 fue separado del puesto por malos resultados en la segunda etapa del Torneo de Clausura.
A mediados de 2006 fue elegido entrenador del Santos de Guápiles de la Primera División, en sustitución del uruguayo Daniel Casas. En el Torneo de Apertura debutó formalmente el 6 de agosto, en la derrota 1-3 ante el Deportivo Saprissa. Dirigió un total de dieciséis juegos, ganó cuatro, empató cinco y perdió siete, para un 35% de rendimiento. El 15 de febrero de 2007 quedó fuera del equipo por el bajo desempeño de los santistas, esto tras haber conseguido dos puntos de quince en disputa en el campeonato de Clausura, producto de las pérdidas ante Puntarenas (0-2), Cartaginés (1-0) y Saprissa (3-1), con dos empates a un gol contra Alajuelense y Brujas.
Estuvo en la delegación de Saprissa de Corazón que viajó a inicios de marzo de 2013 a la India para disputar la IFA Shield. Clasificó a su equipo como líder del grupo B sobre los rivales Pune, Mohun Bagan y United Sikkim. El 15 de marzo su conjunto quedó fuera de competición tras perder en semifinales ante el Prayag United con marcador de 1-2 en tiempo suplementario.
Fue el asistente técnico de Carlos Watson en la temporada 2016-17 del Deportivo Saprissa, periodo donde salió campeón del Invierno 2016 y subcampeón del Verano 2017. Debido al retiro de Watson el 17 de diciembre de 2017, al día siguiente se ratificó a Vladimir como el entrenador interino de cara al Torneo de Clausura 2018, así como de la Liga de Campeones de la Concacaf. Debutó el 7 de enero en la victoria 0-3 sobre Liberia en el Estadio Edgardo Baltodano. Curiosamente fue inscrito en la lista oficial del partido como el estadígrafo del equipo, ya que aún no poseía la licencia A de técnico en Primera División. Esta condición le impidió dar conferencias de prensa después de los partidos, por lo que su asistente Víctor Cordero fue quien comparecía ante los medios hasta el cierre del certamen que fue el 20 de mayo, fecha en la que se proclamó campeón nacional tras vencer al Herediano en la tanda de penales. El 24 de mayo se da la renovación de Vladimir como técnico permanente de los morados, extendiendo su ligamen por un periodo de dos años. Asimismo, logró la licencia de estratega para dar las ruedas de prensa en la siguiente temporada. El 3 de febrero de 2019 fue relevado de su cargo.
El 27 de enero de 2020, Vladimir fue nombrado nuevo entrenador de la Selección Sub-20 de Costa Rica.

## Selección costarricense
El futbolista contabilizó 34 apariciones con la selección costarricense, desde 1989 hasta 1996, sin anotar goles. Jugó las eliminatorias de Concacaf para los campeonatos mundiales de 1990, 1994 y 1998. Fue parte de la primera nómina que representó al país centroamericano en el Mundial de Italia 1990 —siendo suplente en todos los partidos—. Se coronó campeón de la Copa de Naciones de la UNCAF en 1991 y tuvo acción en la Copa de Oro de la Concacaf en ese mismo año.

## Vida privada
Vladimir es hermano del periodista Yashin Quesada, está casado con Gabriela Ramírez y tiene tres hijos.

## Clubes

### Como futbolista
| Club               | País       | Año         |
| ------------------ | ---------- | ----------- |
| Deportivo Saprissa | Costa Rica | 1985 - 2000 |

### Como entrenador
| Club                | País       | Año       |
| ------------------- | ---------- | --------- |
| Deportivo Saprissa  | Costa Rica | 2002      |
| Fusión Tibás        | Costa Rica | 2004-2005 |
| Saprissa de Corazón | Costa Rica | 2005-2006 |
| Santos de Guápiles  | Costa Rica | 2006-2007 |
| Deportivo Saprissa  | Costa Rica | 2017-2019 |
| Costa Rica Sub-20   | Costa Rica | 2020-2022 |
| Deportivo Saprissa  | Costa Rica | 2023-2024 |

## Palmarés

### Como jugador

#### Títulos nacionales
| Título                         | Club               | País       | Año  |
| ------------------------------ | ------------------ | ---------- | ---- |
| Primera División de Costa Rica | Deportivo Saprissa | Costa Rica | 1988 |
| Primera División de Costa Rica | Deportivo Saprissa | Costa Rica | 1989 |
| Primera División de Costa Rica | Deportivo Saprissa | Costa Rica | 1994 |
| Primera División de Costa Rica | Deportivo Saprissa | Costa Rica | 1995 |
| Primera División de Costa Rica | Deportivo Saprissa | Costa Rica | 1998 |
| Primera División de Costa Rica | Deportivo Saprissa | Costa Rica | 1999 |

#### Títulos internacionales
| Título                           | Club                    | País       | Año  |
| -------------------------------- | ----------------------- | ---------- | ---- |
| Campeonato de Concacaf           | Selección de Costa Rica | Costa Rica | 1989 |
| Copa de Naciones UNCAF           | Selección de Costa Rica | Costa Rica | 1991 |
| Copa de Campeones de la Concacaf | Deportivo Saprissa      | Guatemala  | 1993 |
| Copa de Campeones de la Concacaf | Deportivo Saprissa      | Costa Rica | 1995 |
| Torneo Grandes de Centroamérica  | Deportivo Saprissa      | Guatemala  | 1998 |

### Como entrenador

#### Títulos nacionales
| Título                         | Club               | País       | Año  |
| ------------------------------ | ------------------ | ---------- | ---- |
| Primera División de Costa Rica | Deportivo Saprissa | Costa Rica | 2018 |
| Primera División de Costa Rica | Deportivo Saprissa | Costa Rica | 2023 |
| Supercopa de Costa Rica        | Deportivo Saprissa | Costa Rica | 2023 |
| Recopa de Costa Rica           | Deportivo Saprissa | Costa Rica | 2023 |
| Primera División de Costa Rica | Deportivo Saprissa | Costa Rica | 2023 |
| Primera División de Costa Rica | Deportivo Saprissa | Costa Rica | 2024 |

### Distinciones individuales
| Distinción                                                                           | Año  |
| ------------------------------------------------------------------------------------ | ---- |
| Mejor director técnico de la Primera División de Costa Rica del Torneo Clausura 2023 | 2023 |
| Mejor director técnico de la Primera División de Costa Rica del Torneo Apertura 2023 | 2024 |
| Mejor director técnico de la Primera División de Costa Rica del Torneo Clausura 2024 | 2024 |